# Catherine Bellis
Pour les articles homonymes, voir Bellis (homonymie).
Catherine Cartan Bellis, aussi connue sous le nom de CiCi Bellis, née le 8 avril 1999 à San Francisco, est une ancienne joueuse de tennis professionnelle américaine.

## Biographie
Sur le circuit junior, Cici Bellis a remporté les Grade 1 de San José et de Carson City, puis l'Easter Bowl, le championnat de l'USTA. Après une finale au Grade 1 de Santa Croce, elle s'impose au Trofeo Bonfiglio. Dans les tournois du Grand Chelem, elle ne dépasse pas le 3e tour en simple mais atteint en revanche la finale du double à Roland-Garros avec Markéta Vondroušová. Elle s'adjuge également l'Orange Bowl en double avec cette dernière ainsi que la Fed Cup Junior avec Sofia Kenin et Tornado Black.
Cette même année, elle reçoit le titre de championne du monde junior ITF.

## Carrière

### Débuts professionnels

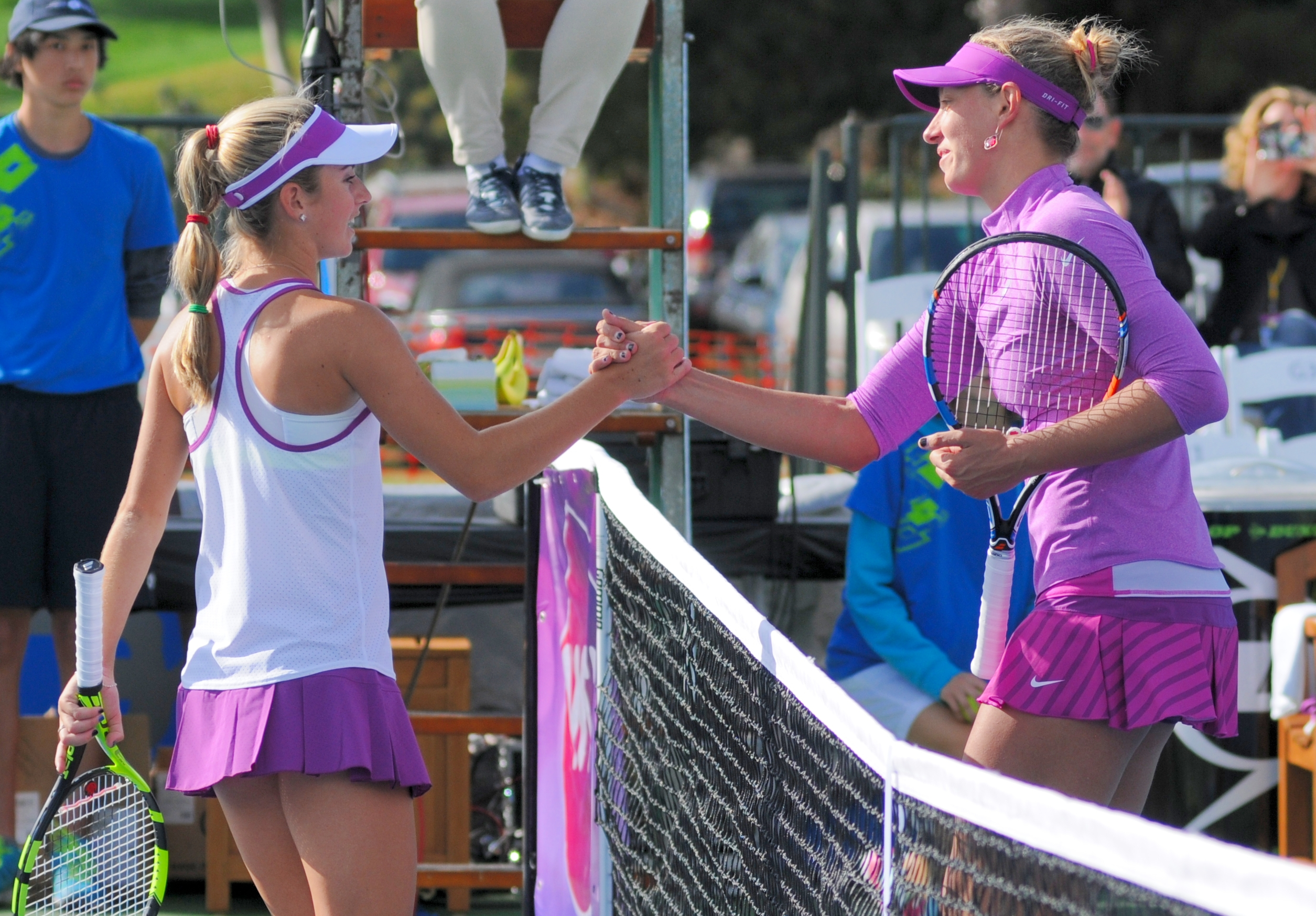
Cici Bellis à la fin de son match contre Wickmayer au Classic de Carlsbad en 2015.

À l'US Open en 2014, elle remporte à seulement 15 ans son premier tour face à la tête de série no 12 Dominika Cibulková (6-1, 4-6, 6-4). Elle devient la plus jeune joueuse à remporter un match à Flushing Meadows depuis Anna Kournikova en 1996. Elle perd cependant au tour suivant en luttant deux heures face à Zarina Diyas (6-3, 0-6, 6-2). En fin de saison elle s'adjuge ses deux premiers succès chez les pros en s'imposant à Rock Hill et Florence.
En 2015 à Miami, bénéficiant d'une wild card, elle bat Indy de Vroome, puis prend sa revanche sur Diyas, s'imposant cette fois-ci (6-2, 6-1) pour se qualifier pour le troisième tour d'un tournoi Premier Mandatory. Elle se fera corriger par Serena Williams (6-1, 6-1) en tout juste 41 minutes. En novembre, elle est quart de finaliste au tournoi de Carlsbad (WTA 125), perdant face à la future lauréate, Yanina Wickmayer.
En juillet 2016 à Stanford, elle bat la tête de série no 6 Jeļena Ostapenko (6-4, 6-4), puis la qualifiée Sachia Vickery, avant d'être vaincue par la tête de série no 1 Venus Williams, 7e mondiale et future finaliste (6-4, 6-1).
Elle se qualifie pour le grand tableau à l'US Open où elle dispute son deuxième Grand Chelem après 2014, et affronte au premier tour la Suissesse Viktorija Golubic, qu'elle bat assez facilement (6-2, 6-3), puis affronte au second tour la 49e mondiale, Shelby Rogers qu'elle vainc (2-6, 6-2, 6-2) se qualifiant pour le 3e tour, sa meilleure marque en Grand Chelem à 17 ans. Elle se fait finalement dominer par la no 2 mondiale, Angelique Kerber en moins d'une heure de jeu (6-1, 6-1). À l'issue du tournoi, elle décide de passer professionnelle, après avoir signée un partenariat avec l'agence de marketing sportif IMG.
Fin octobre, elle remporte l'ITF de Saguenay (50 000 $) face à Bianca Andreescu (6-4, 6-2), puis en novembre celui de Toronto (50 000 $) face à Jesika Malečková (6-2, 1-6, 6-3). Peu après au tournoi d'Hawaï, elle confirme en parvenant pour la première fois en finale d'un tournoi WTA (125 000 $), où elle domine en un peu plus d'une heure la Chinoise Zhang Shuai (6-4, 6-2). Elle atteint ainsi la 75e place mondiale.

### 2017-2020
En février 2017, au tournoi de Dubaï, elle bat au premier tour (6-1, 7-5) Yulia Putintseva, puis l'Allemande Laura Siegemund (7-5, 7-63), avant de vaincre en huitième la Polonaise Agnieszka Radwańska, no 6 mondiale (6-4, 2-6, 6-2) en 1 h 52, signant la plus grande victoire de sa carrière et la première sur une top 10. Elle est vaincue sèchement (3-6, 2-6) par la future finaliste, Caroline Wozniacki. Sur terre battue, Catherine Bellis atteint le 3e tour aux Internationaux de France. Elle passe en trois manches la qualifiée Quirine Lemoine, puis au second tour la demi-finaliste sortante Kiki Bertens (6-3, 7-65), alors 18e mondiale. Elle s'incline face à Caroline Wozniacki (2-6, 6-2, 3-6).
Sur gazon, elle atteint les demi-finales à Majorque en battant Carla Suárez Navarro, Mona Barthel et Kristýna Plíšková, mais perdant face à Julia Görges (1-6, 1-6). Puis elle atteint à nouveau le dernier carré au tournoi Premier de Stanford. Sans perdre de set, elle passe Alizé Cornet, Verónica Cepede Royg et surtout la tête de série numéro 2, Petra Kvitová (6-2, 6-0). Elle s'incline (3-6, 1-6) face à sa compatriote Coco Vandeweghe.
En 2018, elle parvient en quart de finale à Doha où elle se distingue en battant Madison Keys (2-6, 6-3, 6-0) et Karolína Plíšková (7-64, 6-3) avant de s'incliner contre Simona Halep (6-0, 6-4). Elle interrompt sa saison après le Masters de Miami en raison d'une blessure au poignet droit. Elle subit trois opérations puis réapparait sur le circuit un an et huit mois plus tard à Houston où elle passe deux tours.
En 2020, elle atteint le 3e tour de l'Open d'Australie et le 2e à l'US Open. Quatre ans après son dernier titre, elle remporte le tournoi ITF de Macon (80 000$) fin octobre.
En janvier 2022, elle annonce sa retraite sur les réseaux sociaux à seulement 22 ans, motivée par des blessures à répétition au bras. Sa dernière apparition en compétition remontait à novembre 2020. Elle a depuis repris ses études universitaires.

## Palmarès

### Titre en simple en WTA 125
| No | Date       | Nom et lieu du tournoi                            | Catégorie | Dotation  | Surface    | Finaliste   | Score    |          |
| -- | ---------- | ------------------------------------------------- | --------- | --------- | ---------- | ----------- | -------- | -------- |
| 1  | 21-11-2016 | Hawaii Open by Hawaii Tourism Authority, Honolulu | WTA 125   | 125 000 $ | Dur (ext.) | Zhang Shuai | 6-4, 6-2 | Parcours |

## Parcours en Grand Chelem

### En simple dames
| Année | Open d'Australie | Open d'Australie | Internationaux de France | Internationaux de France | Wimbledon       | Wimbledon         | US Open         | US Open          |
| ----- | ---------------- | ---------------- | ------------------------ | ------------------------ | --------------- | ----------------- | --------------- | ---------------- |
| 2014  | —                | —                | —                        | —                        | —               | —                 | 2e tour (1/32)  | Zarina Diyas     |
| 2015  | —                | —                | Q1                       | V. Cepede Royg           | —               | —                 | Q3              | Jeļena Ostapenko |
| 2016  | —                | —                | —                        | —                        | —               | —                 | 3e tour (1/16)  | Angelique Kerber |
| 2017  | —                | —                | 3e tour (1/16)           | Caroline Wozniacki       | 1er tour (1/64) | Victoria Azarenka | 1er tour (1/64) | Nao Hibino       |
| 2018  | 1er tour (1/64)  | Kiki Bertens     | —                        | —                        | —               | —                 | —               | —                |
| 2020  | 3e tour (1/16)   | Elise Mertens    | 1er tour (1/64)          | Bernarda Pera            | Annulé          | Annulé            | 2e tour (1/32)  | Jennifer Brady   |

N.B. : à droite du résultat se trouve le nom de l'ultime adversaire.

### En double dames
| Année | Open d'Australie               | Open d'Australie            | Internationaux de France | Internationaux de France | Wimbledon                    | Wimbledon              | US Open                        | US Open                   |
| ----- | ------------------------------ | --------------------------- | ------------------------ | ------------------------ | ---------------------------- | ---------------------- | ------------------------------ | ------------------------- |
| 2016  | -                              | -                           | -                        | -                        | -                            | -                      | 1er tour (1/32) J. Boserup     | Tímea Babos Y. Shvedova   |
| 2017  | —                              | —                           | —                        | —                        | 1/4 de finale M. Vondroušová | Chan H-c. M. Niculescu | 1er tour (1/32) M. Vondroušová | N. Kichenok An. Rodionova |
| 2018  | 1er tour (1/32) M. Vondroušová | E. Alexandrova A. Sevastova | —                        | —                        | —                            | —                      | —                              | —                         |
| 2020  | 1er tour (1/32) M. Vondroušová | E. Mertens A. Sabalenka     | —                        | —                        | Annulé                       | Annulé                 | —                              | —                         |

N.B. : le nom du ou de la partenaire se trouve sous le résultat ; le nom des ultimes adversaires se trouve à droite.

## Parcours en «Premier Mandatory» et «Premier 5»
Découlant d'une réforme du circuit WTA inaugurée en 2009, les tournois WTA « Premier Mandatory » et « Premier 5 » constituent les catégories d'épreuves les plus prestigieuses, après les quatre levées du Grand Chelem.

### En simple dames
| Année |              | Premier Mandatory           | Premier Mandatory           | Premier Mandatory         | Premier Mandatory |       | Premier 5 | Premier 5                  | Premier 5                 | Premier 5               | Premier 5                   | Premier 5             | Premier 5             |
| Année | Indian Wells | Miami                       | Madrid                      | Pékin                     |                   | Dubaï | Rome      | Canada                     | Cincinnati                | Wuhan                   | Wuhan                       |                       |                       |
| Année | Indian Wells | Miami                       | Madrid                      | Pékin                     | Doha              |       | Rome      | Canada                     | Cincinnati                | Wuhan                   | Wuhan                       |                       |                       |
| Année | Indian Wells | Miami                       | Madrid                      | Pékin                     |                   |       | Rome      | Canada                     | Cincinnati                | Wuhan                   | Wuhan                       |                       |                       |
| 2015  |              |                             | 3e tour (1/16) S. Williams  |                           |                   |       |           |                            |                           |                         |                             |                       |                       |
| 2016  |              |                             | 1er tour (1/64) M. Puig     |                           |                   |       |           |                            |                           |                         |                             |                       |                       |
| 2017  |              | 1er tour (1/64) K. Flipkens |                             | 2e tour (1/16) S. Cîrstea |                   |       |           | 1/4 de finale C. Wozniacki | 2e tour (1/16) K. Bertens | 3e tour (1/8) C. Garcia | 1er tour (1/32) A. Cornet   | 1er tour (1/32) Barty | 1er tour (1/32) Barty |
| 2018  |              | 2e tour (1/32) E. Vesnina   | 1er tour (1/64) V. Azarenka |                           |                   |       |           | 1/4 de finale S. Halep     |                           |                         |                             |                       |                       |
| 2020  |              |                             |                             |                           |                   |       |           |                            |                           |                         | 2e tour (1/16) A. Sabalenka |                       |                       |

Sous le résultat, l’ultime adversaire.

## Palmarès junior

### En double
| Résultat | Année | Tournoi       | Surface      | Partenaire          | Adversaires                     | Score            |
| -------- | ----- | ------------- | ------------ | ------------------- | ------------------------------- | ---------------- |
| Finale   | 2014  | Roland-Garros | Terre battue | Markéta Vondroušová | Ioana Ducu Ioana Loredana Roșca | 1-6, 7-5, [9-11] |

## Classements WTA en fin de saison
| Année          | 2014 | 2015 | 2016 | 2017 | 2018 | 2019 | 2020 | 2021 |
| Rang en simple | 257  | 248  | 90   | 47   | 130  | –    | 131  | 204  |
| Rang en double | 846  | 1279 | 251  | 165  | 1154 | –    | 1269 | 1384 |

Source : (en) Classements de Catherine Bellis sur le site officiel de la Fédération internationale de tennis

## Records et statistiques

### Victoires sur le top 10
Toutes ses victoires sur des joueuses classées dans le top 10 de la WTA lors de la rencontre.
| Légende      |
| Grand Chelem |
| Premier      |
| Intern'l     |

| # |       |  | Tournoi | Année | Surface |  | Adversaire          | Rang | Tour | Score         | Tableau |
| - | ----- |  | ------- | ----- | ------- |  | ------------------- | ---- | ---- | ------------- | ------- |
| 1 | no 70 |  | Dubaï   | 2017  | Dur     |  | Agnieszka Radwańska | no 6 | 1/8  | 6-4, 2-6, 6-2 | Tableau |
| 2 | no 36 |  | Toronto | 2017  | Dur     |  | Svetlana Kuznetsova | no 8 | 1/16 | 6-4, 7-5      | Tableau |
| 3 | no 48 |  | Doha    | 2018  | Dur     |  | Karolína Plíšková   | no 5 | 1/8  | 7-64, 6-3     | Tableau |